# زمین‌لرزه جاوه
زمین‌لرزه جاوه ممکن است به یکی از موارد زیر اشاره داشته باشد:
- زمین‌لرزه ژوئیه ۲۰۰۶ جاوه
- زمین‌لرزه ۲۰۰۶ جاوه
- زمین‌لرزه ۱۹۹۴ جاوه
- زمین‌لرزه ۲۰۱۱ جاوه